# Supplanaxis nucleus
Supplanaxis nucleus är en snäckart som först beskrevs av Bruguiere 1789.  Supplanaxis nucleus ingår i släktet Supplanaxis och familjen Planaxidae. Inga underarter finns listade i Catalogue of Life.